# Yinshania henryi
Yinshania henryi là một loài thực vật có hoa trong họ Cải. Loài này được (Oliv.) Y.H. Zhang miêu tả khoa học đầu tiên năm 1987.